# Control vectorial

Esta bien

El control vectorial o control de campo orientado es una estrategia usada para dirigir un inversor de frecuencia variable y lograr control desacoplado de par motor y flujo magnético en motores AC.
El principio de control de campo orientado fue introducido a finales de la década de 1960 y principios de 1970 por K. Hasse en la TH de Darmstadt y F. Blaschke de la Compañía Siemens.
Puede decirse que este método de control permite modelar un motor AC como uno de corriente continua para controlarlo de manera semejante, es decir, controlar de manera independiente la magnetizacion de la máquina y el torque desarrollado.

## Principio de funcionamiento
La corriente alimentada a un motor AC puede ser manejada como un vector rotando. Si se considera este vector en un marco de referencia que también esté rotando con una velocidad angular igual a la frecuencia síncrona de la máquina, se puede separar en sus componentes reales e imaginarios, siendo correspondientemente, uno proporcional al flujo magnético que origina la rotación y el otro componente proporcional al par generado por el motor eléctrico.
La corriente alterna aplicada a las fases del estator genera un campo magnético rotatorio. Desde una referencia fija, por ejemplo, el estator de referencia, el campo magnético parece una cantidad variable. Sin embargo, con un marco de referencia rotatorio, girando a la misma velocidad del campo magnético, su magnitud parece constante. Bajo esta perspectiva se pueden obtener dos componentes del fasor de corriente, de manera que cada componente controla independientemente el par y la magnetización de la máquina.